# Primanota
Die Primanota war ursprünglich das Grundbuch in der (Bank-)Buchhaltung. Streng wörtlich übersetzt bedeutet das Wort so viel wie „erster Eintrag“. 
Jetzt bezeichnet die Primanota, gerne mit PN abgekürzt, einen zur Buchung vorbereiteten Belegstapel (ca. 100 bis 200 Buchungsbelege). Insbesondere konventionelle Zahlungsverkehrsbelege wie Überweisungsaufträge, Schecks oder Lastschrifteinreichungen sind hier zur Erfassung im Bankrechnungswesen gebündelt. 

## PN-Nummer
Die Stapel erhalten nach unternehmensinternen Vorgaben eine (laufende) Nummer, die so genannte PN-Nummer. Diese Nummer wird zuweilen in Kontoauszügen angegeben. Auch Homebanking-Programme können auf die Nummer zugreifen, denn sie wird per HBCI bei einer Umsatzabfrage mit übermittelt. Im Falle von Reklamationen oder notwendigen Nachforschungen lässt sich hiermit der die Buchung auslösende Vorgang auffinden und aufklären. Jede PN-Nummer wird pro Buchungstag nur einmal vergeben.
Die unternehmensinternen Vorgaben können auch vorsehen, dass innerhalb des Primanoten-Nummernkreises manche Primanoten eine immer gleichbleibende Nummer erhalten, um eine Zuordnung zu definierten wiederkehrenden Sachverhalten, beispielsweise weitergegebene Lastschriften, oder bestimmten Organisationseinheiten zu ermöglichen.
Durch den Trend zum beleglosen Zahlungsverkehr werden zunehmend Belege durch das Einreichen von auf Datenträgern gespeicherten Aufträgen oder im direkten Online-Banking von Unternehmen, Vereinen und Organisationen übermittelten Datensätzen abgelöst. Das Homebanking von Privatpersonen setzt diesen Trend fort. Auch diese Datensätze werden in Primanoten registriert.

## PN-Struktur
Eine Primanota weist stets sowohl variable (veränderliche) als auch konstante (gleichbleibende) Daten auf.
Die konstanten Daten der Primanota werden zuerst auf einem so genannten Vorlaufzettel beigefügt. Das sind
- die Kennzeichnung Soll oder Haben,
- der Buchungstag,
- die Primanota-Nummer (PN-Nummer),
- die Valuta-Angabe (Tag der Wertstellung),
- standardisierte Verschlüsselungen (Buchungstextschlüssel).

Aus den Buchungsbelegen stammende variable Daten der Primanota sind
- die Umsätze (Kontonummer und Betrag),
- die Scheckendnummer,
- die Bankleitzahl,
- die Postenanzahl bei Sammelaufträgen,
- die Kostenstellennummer und der zugeordnete Betrag (bei internen Umsätzen),
- Währung und Währungsbetrag (wenn keine Euro-Zahlung),
- das Gegenkonto,
- Betreff (späterer Buchungstext im Kontoauszug).

Die erfassten Daten werden stichprobenhaft auf Fehler kontrolliert.